# Gerhard Littschwager
Gerhard Littschwager (* 21. Oktober 1907 in Belleveaux, Elsass; † 26. November 2001) war ein deutscher Jurist, stellvertretender Leiter der Stapostelle Stettin und Kreishauptmann im deutsch besetzten Polen während des Zweiten Weltkrieges.

## Leben
Littschwager, dessen Vater Zollsekretär war, schloss seine Schullaufbahn 1927 mit dem Abitur ab. Danach studierte er Rechtswissenschaft an den Universitäten Freiburg, Kiel, München und Bonn. Das Studium schloss Littschwager 1931 mit dem ersten Staatsexamen ab. Littschwager promovierte Ende Februar 1933 in Freiburg zum Dr. jur. mit der Dissertation: „Eigentumserwerb des Erstehers bei der Versteigerung an einer gepfändeten, aber dem Schuldner nicht gehörigen beweglichen Sache.“
Zum 1. Mai 1931 trat Littschwager der NSDAP bei (Mitgliedsnummer 544.625) und betätigte sich bis 1933 als Blockwart. Der SA gehörte er ab 1932 an und wechselte von dort Anfang Dezember 1935 zur SS (SS-Nummer 290.017). In der SS stieg Littschwager im April 1939 bis zum SS-Sturmbannführer auf.
Nach dem Referendariat legte Littschwager im Mai 1935 das zweite juristische Staatsexamen ab. Danach trat Littschwager in den Polizeidienst ein und war zunächst bei der Staatspolizei in Berlin tätig. Von dort wechselte er nach Kiel, wo er als politischer Dezernent des Regierungspräsidenten und stellvertretender Gestapoleiter tätig war. Als stellvertretender Gestapochef in Kiel verfasste Littschwager unter dem Geschäftszeichen II B 3 -- F 2019 am 28. April 1938 den Ausbürgerungsantrag für den Emigranten Herbert Frahm, der später unter dem Namen Willy Brandt deutscher Bundeskanzler wurde. In diesem – später vollzogenen – Ausbürgerungsantrag wurde Brandt fälschlicherweise kommunistischer Aktivitäten bezichtigt. Dieser an das Geheime Staatspolizeiamt in Berlin gerichtete Antrag wurde folgendermaßen eingeleitet:

„Betrifft: Aberkennung der deutschen Staatsangehörigkeit des deutschblütigen Herbert Ernst Karl Frahm, geb. am 18. 12. 1913 in Lübeck, letzter inländischer Wohnsitz Lübeck, jetziger Aufenthalt Oslo […] Da Frahm, ein ehemaliger kommunistischer Jugendredner, der jetzt in Oslo wohnt, vom dortigen Flüchtlingskomitee unterstützt wird und unter dem Decknamen Willy Brandt Mitarbeiter der marxistischen Tageszeitung Arbeiderbladet ist, sich als Kurier zwischen den Emigrantenorganisationen in Frankreich und den nordischen Ländern betätigt, sind die Voraussetzungen für die Aberkennung der deutschen Staatsangehörigkeit des Frahm […] erfüllt. Vor der Machtübernahme hat sich Frahm zuerst in der SAJ (Sozialistische Arbeiterjugend) und später in dem KJVD (Kommunistischer Jugendverband Deutschlands) betätigt. In dem letzteren Verband tat sich Frahm besonders als Jugendredner hervor.“

Im Rang eines Regierungsrates war Littschwager ab Juli 1938 bei der Gestapo in Stettin leitend tätig.
Nach Beginn des Zweiten Weltkriegs wurde Littschwager durch das Reichsministerium des Innern ins Generalgouvernement versetzt, wo er im Distrikt Warschau Kreishauptmann in Grodzisk wurde. Ab Anfang Dezember 1939 war er Kreishauptmann in Ostrów Mazowiecka. Von August 1941 bis April 1942 war Littschwager Kreishauptmann in Czortkow. Danach war er bis Juli 1942 in der Abteilung Innere Verwaltung im Distriktamt Galizien tätig. Gegen Littschwager wurde ein Verfahren wegen Lebensmittelkartenbetruges geführt, das jedoch eingestellt wurde. Ab Juli 1942 war Littschwager als Justiziar bei der Regierung in Bromberg tätig. Mitte September 1943 wurde Littschwager zur Waffen-SS eingezogen. Von November 1944 bis April 1945 war Littschwager am SS- und Polizeigericht in München zunächst als Sachbearbeiter und zuletzt als Hilfsrichter tätig.
Von Anfang Mai 1945 bis zum Februar 1948 befand sich Littschwager in alliierter Internierung. Littschwager war nach seiner Entlassung aus der Internierung zunächst mittellos. Eine Geldstrafe aufgrund seiner SS-Zugehörigkeit musste Littschwager nicht begleichen. Ende Juni 1949 wurde Littschager als „Entlasteter“ entnazifiziert. Danach war Littschwager als Syndikus beim Verlag Walter Dorn in Frankfurt am Main tätig. Anfang Mai 1955 war Littschwager als Sozialgerichtsrat am Sozialgericht beschäftigt, wo er im April 1963 vorzeitig in Pension ging. Hintergrund für Littschwagers Pensionierung war ein gegen ihn bereits 1962 eingeleitetes Ermittlungsverfahren. Den Hinweis sich vorzeitig pensionieren zu lassen hatte Littschwager von Ludwig Losacker erhalten. Danach war Littschwager als Sachbearbeiter für Schadensfälle bei der Krawag-Versicherung tätig. Das Ermittlungsverfahren gegen Littschwager wurde durch die Staatsanwaltschaft Darmstadt am 19. Februar 1972 eingestellt.